# Сама сам вечерас (ТВ филм)
„Сама сам вечерас” је југословенски ТВ филм из 1961. године. Режирала га је Мирјана Самарџић а сценарио је написао Новак Новак

## Улоге
| Глумац                     | Улога |
| -------------------------- | ----- |
| Дубравка Перић             |       |
| Страхиња Петровић          |       |
| Зоран Ристановић           |       |
| Властимир Ђуза Стојиљковић |       |